# Rio Saliceto
Rio Saliceto är en ort och kommun i provinsen Reggio Emilia i regionen Emilia-Romagna i Italien. Kommunen hade 6 088 invånare (2018).